# موش‌های صحرا (فیلم)
موش‌های صحرا (به انگلیسی: The Desert Rats) یک فیلم سینمایی آمریکایی در ژانر جنگی سیاه و سفید محصول سال ۱۹۵۳ میلادی از کمپانی فاکس قرن بیستم، تهیه‌کننده: رابرت ال جکس، به کارگردانی رابرت ویز، که در آن بازیگرانی چون ریچارد برتون، جیمز میسون و رابرت نیوتن حضور دارند. داستان این فیلم مربوط به محاصره طبرق در شمال آفریقا در طول جنگ جهانی دوم می‌باشد.
فیلمبرداری از دسامبر سال ۱۹۵۲ آغاز شد.
نمایش این فیلم در مصر ممنوع شد.